# Medellín, Veracruz
Medellín là một đô thị thuộc bang Veracruz, México. Năm 2005, dân số của đô thị này là 38840 người.